# Tiffeny Milbrett
Tiffeny Carleen Milbrett (Portland, 23 ottobre 1972) è un'ex calciatrice statunitense, di ruolo attaccante.

## Biografia
Nata a Portland, in Oregon, cresce ad Hillsboro, dove inizia a giocare a calcio. Dal 1987 al 1990 frequenta l'Hillsboro High School. Dal 1990 al 1995 studia invece nell'Università di Portland. È considerata una delle migliori giocatrici statunitensi di sempre, anche se non è stata ancora inserita nella National Soccer Hall of Fame.

## Carriera

### Club

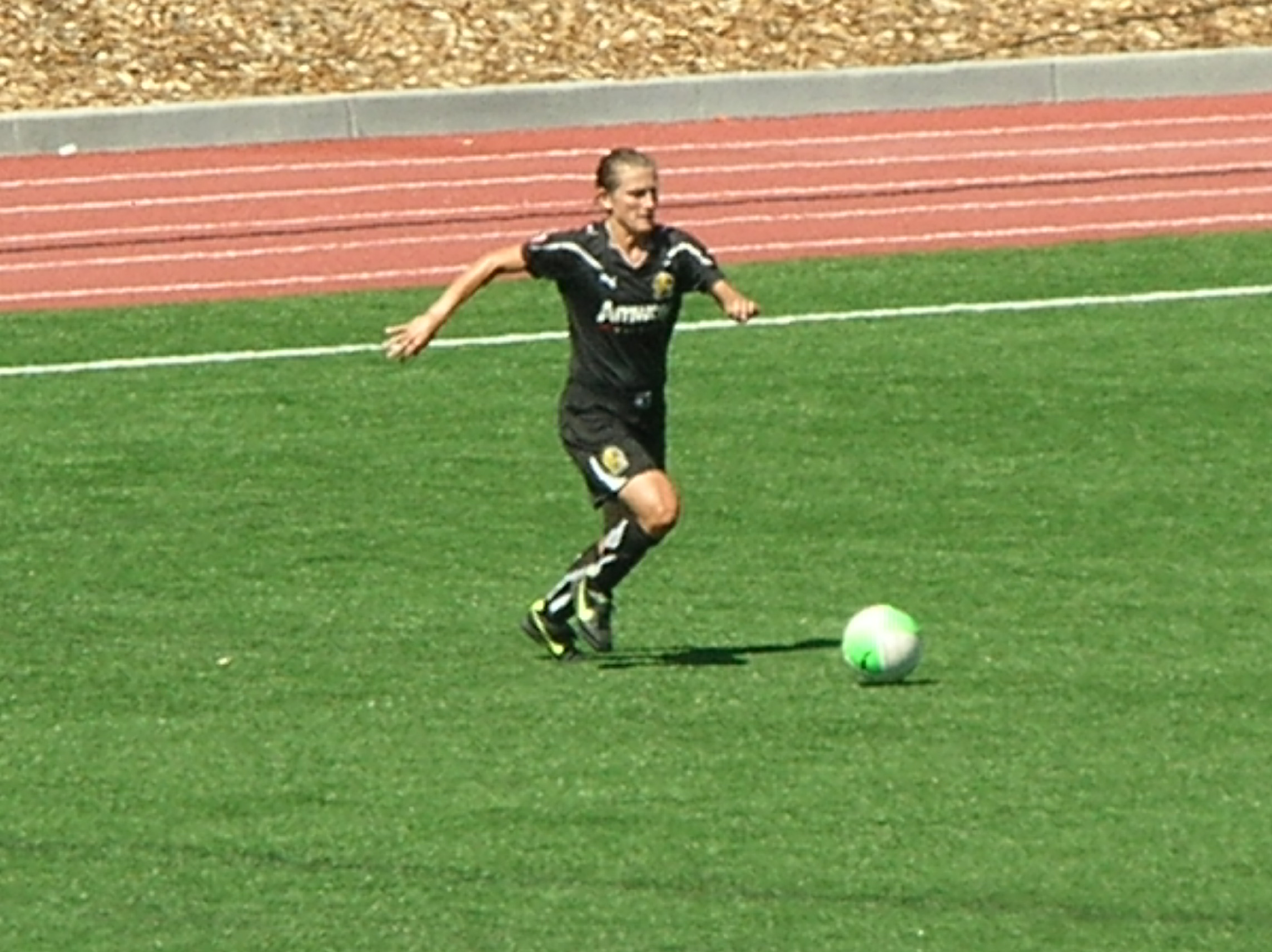
Milbrett nel 2010 con la maglia del

Finita l'attività universitaria, nel 1995, a 23 anni, va a giocare in Giappone, allo Shiroki FC Serena in L. League, dove rimarrà fino al 1997, ottenendo un settimo, un ottavo e un nono posto. Nel 2001 è tra le fondatrici della Women's United Soccer Association, prima lega professionistica di calcio femminile negli Stati Uniti, nella quale gioca con il New York Power. Nella prima stagione, nella quale viene eliminata in semifinale play-off dal Bay Area CyberRays, poi campione, vince il titolo di capocannoniere con 16 reti, oltre che quello di MVP e di migliore giocatrice offensiva; viene inoltre inserita nell'11 ideale. Nel 2000 e 2001, per due anni consecutivi, viene nominata U.S. Soccer Athlete of the Year. Nel 2001 è inoltre inserita nel terzetto delle finaliste del FIFA World Player of the Year, premio aperto per la prima volta anche al calcio femminile, dove chiude terza dietro a Mia Hamm e Sun Wen. L'anno dopo sarà invece quarta, dietro Hamm, Birgit Prinz e Sun Wen. Nelle stagioni successive termina ottava e quinta, fallendo l'accesso alla post-season, terminando l'esperienza nel 2003 dopo 50 presenze e 31 reti, con la chiusura della WUSA per mancanza di fondi. Nel 2005 va a giocare in Svezia per due mesi al Sunnanå SK, segnando 5 gol in 5 gare giocate. Tornerà in terra svedese nel 2006, al Linköping, dopo aver giocato in Canada, con il Vancouver Whitecaps in United Soccer Leagues W-League, competizione vinta nel 2006, nella quale collezione un totale di 32 partite giocate e 25 gol.
Nel 2009 viene creata la Women's Professional Soccer, secondo tentativo di lega professionistica negli USA, e Milbrett va a giocare nel FC Gold Pride, squadra di Santa Clara, in California. Debutta il 6 aprile nel successo interno per 2-1 sul Boston Breakers entrando al 69' al posto di Christine Sinclair e segnando la rete del successo al 90'. Nella prima stagione chiude al 7º e ultimo posto, mentre nella seconda vince la Regular Season e anche il titolo, battendo in finale il Phil. Independ. per 4-0. Termina dopo due anni con 42 presenze e 10 reti. Si ritira dal calcio giocato nel 2011, a 39 anni, dopo aver giocato con il Bay Area Breeze nella Women's Premier Soccer League. Dopo il ritiro è diventata allenatrice di squadre giovanili.

### Nazionale

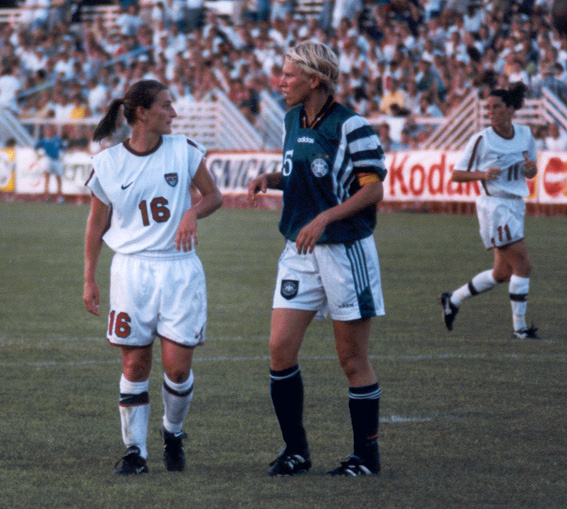
Milbrett nel 1998 con la nazionale statunitense insieme alla tedesca Doris Fitschen

Dal 1990 al 1993 fa parte della Nazionale Under-20 statunitense. Debutta in nazionale maggiore il 4 agosto 1991, in una gara contro la Cina. Segna la sua prima rete il 16 agosto 1992, contro la Norvegia. Nel 1995 partecipa al suo primo torneo maggiore per nazionali, il Mondiale in Svezia, nel quale è impiegata in tutte e 6 le gare. Gli Stati Uniti terminano terzi, battendo la Cina nella finale 3º-4º posto, sconfitti in semifinale dalla Norvegia poi campione e Milbrett segna tre reti, contro Cina e Danimarca nel girone e Giappone nei quarti. L'anno successivo ottiene il primo successo, l'oro olimpico ad Atlanta 1996, dove è protagonista grazie alla rete decisiva nella finale contro la Cina, quella del 2-1 al 68'. In precedenza aveva segnato contro la Danimarca nel girone. Tre anni dopo arriva un'altra vittoria, sempre in casa, nel Mondiale 1999, ancora una volta con la Cina, battuta ai rigori. Milbrett segna tre volte, una doppietta nel girone contro la Nigeria e una rete nei quarti di finale contro la Germania. A Sydney 2000 non bastano agli USA tre reti di Milbrett, tutte contro la Norvegia, una nel girone e due in finale, vinta dalle norvegesi ai rigori. L'ultimo torneo lo gioca nel 2003, un Mondiale ancora negli Stati Uniti, dove è ancora utilizzata in tutte le partite e segna un gol, nella finale 3º-4º posto, vinta contro il Canada. Le statunitensi erano state sconfitte in semifinale dalla Germania, poi campione. Nel 2005 chiude con la nazionale dopo aver raccolto 206 presenze e 100 gol, che la portano ad essere la nona calciatrice per numero di presenze negli Stati Uniti e la quinta miglior marcatrice.

## Palmarès

### Club
- United Soccer Leagues W-League: 1

Vancouver Whitecaps: 2006
- Women's Professional Soccer: 1

FC Gold Pride: 2010

### Nazionale
- Oro olimpico: 1

Atlanta 1996
- Campionato mondiale femminile di calcio: 1

Stati Uniti d'America 1999
- Argento olimpico: 1

Sydney 2000

### Individuale
- U.S. Soccer Athlete of the Year: 2

2000, 2001
- Capocannoniere della Women's United Soccer Association: 1

2001 (16 gol)
- MVP della Women's United Soccer Association: 1

2001